# Bomberman (videogioco 2006)
Bomberman, pubblicato originariamente in Giappone come Bomberman Portable (ボンバーマンポータブル?, Bonbāman Pōtaburu), è un videogioco d'azione sviluppato e pubblicato da Hudson Soft in Giappone e da Konami nel Nord America ed in Europa per la console portatile PlayStation Portable nel luglio 2006. Successivamente uscì nel settembre dello stesso anno in Nord America dove assunse il titolo Bomberman Legacy e nel febbraio 2007 in Europa.

## Trama
Dopo anni di pace fa ritorno il malvagio Bagura che lancia un'ombra oscura su tutta la galassia, facendo il lavaggio del cervello alle creature innocenti e scatenando il suo esercito di mecha per terrorizzare la popolazione. Fortunatamente arriva Bomberman pronto a salvare la situazione, intento a sconfiggere il malvagio ed i suoi scagnozzi e per far ritornare le cose alla normalità.

## Modalità di gioco
Il giocatore deve percorrere una serie di livelli sconfiggendo i nemici facendo uso dell'infinita riserva di bombe di Bomberman. A differenza dei precedenti giochi della serie, i potenziamenti possono essere aggiunti ad un inventario il che permetterà di utilizzarli quando meglio si preferirà, invece in passato quest'ultimi venivano attivati istantaneamente. Inoltre gli stessi oggetti raccolti rimangono anche dopo la morte del personaggio, fatta eccezione per quelli utilizzati nel momento della sconfitta. Sono presenti diciotto diversi tipi di potenziamenti.